# Tiszrin (Ar-Rakka)
Tiszrin – miejscowość w Syrii, w muhafazie Ar-Rakka, w dystrykcie Ar-Rakka. W 2004 roku liczyła 1850 mieszkańców.